# Borġ in-Nadur

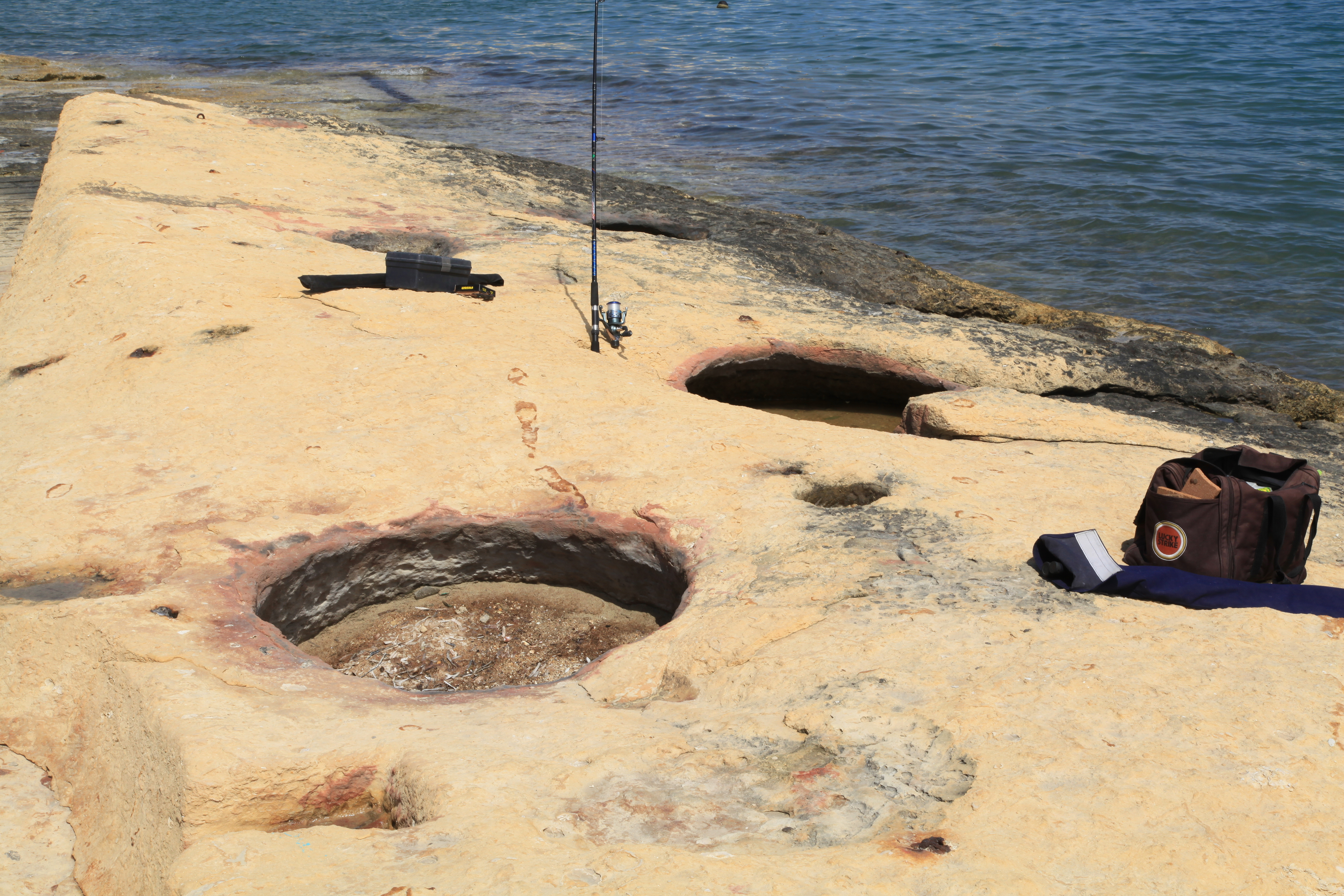
Skalne silosy nad St. George's Bay

Borġ in-Nadur – ruiny maltańskiej świątyni megalitycznej oraz osiedla z epoki brązu na polach koło Birżebbuġy.
Borġ in-Nadur – nazwa jednej z epok maltańskiej prehistorii obejmująca okres 1500–700 p.n.e.

## Opis
Borġ in-Nadur obejmuje ruiny świątyni z okresu Tarxien oraz osiedla z epoka brązu odkryte na polach koło Birżebbuġy. Świątynia została najprawdopodobniej opuszczona na ok. 1000 lat przed budową osiedla. W okolicy zachowały się również koleiny na trasie transportu wozami oraz skalne silosy. W latach 20. XX wieku 41 silosów zostało zniszczonych podczas prac przy budowie dróg.
Pozostałości świątyni sugerują, że była to typowa dla okresu Tarxien budowla cztero-absydowa. Świątynia miała wymiary 14 x 15 metrów. Wielkie bloki megalityczne wokół dziedzińca sugerują, że wznosił się tam wysoki mur, co nie było typowe dla ówczesnych kompleksów.
Po osiedlu z epoki brązu ostał się 4.5 metrowy mur ochraniający osiedle na cyplu od strony lądu.
Przed murem znajduje się kopiec – pozostałość po pracach archeologicznych z lat 80. XIX wieku. Od 2006 roku na kopcu stoi krzyż znacząc miejsce kultu chrześcijańskiego, przy którym zbierają się regularnie wierni – jeden z okolicznych mieszkańców – Angelik Caruana – miał doznać tu objawień maryjnych w 2006 roku.